# 妖气
妖气，是汉语词语指妖异之气的意思，也指迷信人受妖邪蛊惑呈现的气色。
是一种神秘又另类的气质，并不是每个人都具有但确有一部分人是有此气质，因为妖气含有不正派的意思。妖的气质可以抓住灵魂。自古以来，就有“女为悦已者容”的说法，“妖里妖气”和“妖女”也是贬义词。妖气本身也指妖怪散发出的气息，在《瀛涯胜览》里，有如果小孩肚子被飞头蛮入侵妖气会死的记载。

## 记载
- 《云笈七签》卷一○三：“市中逢道流，语之曰：‘子面有妖气，必为妖物所著。’”
- 《警世通言·一窟鬼癞道人除怪》：“观公妖气太重，我与你早早断除，免致后患。”
- 鲁迅 《朝花夕拾·从百草园到三味书屋》：“说他脸上有些妖气，一定遇见‘美女蛇’了。”
- 汉 王充 《论衡·言毒》：“妖气生美好，故美好之人多邪恶。”
- 唐 苏拯《水旱祷》：祷祈勿告天，酒浆勿浇地。阴阳和也无妖气，阴阳愆期乃人致。病生心腹不自医，古屋澄潭何神祟。
- 宋 梅尧臣 《和谢舍人洊震》：“沃然原隰洗妖气，浩尔沟渎扬平流。”
- 明《巡抚登莱都察院右佥都御史袁可立晋秩兵部右侍郎诰命》：“妖气未扫于榆关，海邦实要害之地。”
- 《东周列国志》第一回：“据臣推详，妖气虽然出宫，未曾除也。”